# Бандинелли, Спартако
Спарта́ко Бандине́лли (итал. Spartaco Bandinelli; 27 марта 1921, Веллетри — 17 февраля 1997, там же) — итальянский боксёр наилегчайшей весовой категории. В конце 1940-х годов выступал за сборную Италии: серебряный призёр летних Олимпийских игр в Лондоне, чемпион национального первенства, участник многих международных турниров и матчевых встреч.

## Биография
Спартако Бандинелли родился 27 марта 1921 года в городе Веллетри. Активно заниматься боксом начал в возрасте шестнадцати лет, однако вскоре вынужден был прервать спортивную карьеру из-за начавшейся Второй мировой войны — в этот период служил рядовым в итальянской армии. После окончания войны возобновил тренировки, в 1948 году стал чемпионом Италии среди любителей и благодаря череде удачных выступлений удостоился права защищать честь страны на летних Олимпийских играх в Лондоне. На Олимпиаде в полуфинале легчайшей весовой категории взял верх над корейцем Хан Су Аном, но в решающем матче уступил аргентинцу Паскуалю Пересу.
Получив серебряную олимпийскую медаль, Бандинелли ещё в течение некоторого времени продолжал выходить на ринг в составе итальянской команды, принимая участие во всех крупнейших международных турнирах. Так, в 1949 году он представлял Европу в матчевой встрече со сборной США, но свой матч против американца Артура Брауна проиграл. Также боксировал в матчевой встрече со сборной Финляндии, но и здесь неудачно, поражение от будущего олимпийского чемпиона Пентти Хямяляйнена. Вскоре после этих неудач Спартако Бандинелли принял решение завершить карьеру спортсмена. В отличие от большинства соотечественников, он не стал переходить в профессионалы. Умер 17 февраля 1997 года в своём родном Веллетри.